# Venny Soldan-Brofeldt
Vendla Irene Soldan-Brofeldt, detta Venny (Helsinki, 2 novembre 1863 – Lohja, 10 ottobre 1945), è stata una pittrice finlandese, moglie dello scrittore Juhani Aho.
I suoi dipinti avevano spesso come soggetti bambini e scene marine. Fu molto attiva nei movimenti a sostegno delle donne.
Nel 2003 è stata girata la serie tv - Venny di Pekka Ruohoranta.